# Vivian Buczek
Vivian Buczek, född 11 maj 1978 i Malmö, är en svensk jazzsångare.
Vivian Buczek är dotter till trombonisten Bruno Buczek och vibrafonisten Kristina Buczek. Hon utbildade sig på Heleneholms musikgymnasium och på Malmö Musikhögskola, där hon utexaminerades som sångpedagog 2003. Hon skivdebuterade samma år med albumet Can't We Be Friends? som spelades in med polska jazzmusiker i Polen. 

## Diskografi

### Soloalbum
- 2003 – Can’t We Be Friends? (Skandia Music)
- 2006 – Straight from My Heart (Lovestreet Records)
- 2009 – Dedication to My Giants (Crown Jewels)
- 2012 – Live at the Palladium (Crown Jewels)
- 2014 – Curiosity (Volenza)
- 2016 – Songs of Our Lives (med Peter Asplund)

### Med Artistry Jazz Group
- 2009 – We Like Previn (Volenza)
- 2010 – Too Darn Hot (Volenza)
- 2012 – Tribute! (Volenza)